# فرودگاه بین‌المللی تینیان
فرودگاه بین‌المللی تینیان (به انگلیسی: Tinian International Airport) (به زبان بومی: West Tinian Airport) یک فرودگاه همگانی بهره‌برداری هوایی با کد یاتا TIQ است که یک باند فرود آسفالت و بتن دارد و طول باند آن ۲۶۲۱ متر است. این فرودگاه در کشور جزایر ماریانای شمالی قرار دارد و در ارتفاع ۸۳ متری از سطح دریا واقع شده است.

## شرکت‌های هواپیمایی و مقصدهای پروازی
| شرکت‌های هواپیمایی | مقصدهای پروازی |
| ----------------- | -------------- |
| Star Marianas Air | سایپن          |